# چوکورکامیش (قره‌تاش)
چوکورکامیش (به ترکی استانبولی: Çukurkamış) یک منطقهٔ مسکونی در ترکیه است که در قره‌تاش (شهر) واقع شده‌است.